# Guerra anglo-turca (1807-1809)
La guerra anglo-turca de 1807 a 1809 fue una guerra que formó parte de las guerras napoleónicas y que se prolongó desde 1806 hasta 1809.
En el verano de 1806, durante la guerra contra la Tercera Coalición (compuesta por el Gran Bretaña, Rusia, Prusia y Suecia), el embajador de Napoleón Bonaparte, el General conde Horace Sebastiani de la Porta, logró convencer a la Sublime Puerta de anular todos los privilegios otorgados a Rusia en 1805 y abrir el estrecho turco exclusivamente a los buques de guerra franceses. A cambio, Napoleón prometió ayudar al sultán Selim III a sofocar una rebelión en Serbia y a recuperar los territorios perdidos por los otomanos. Cuando el ejército ruso entró en Moldavia y Valaquia en 1806, los otomanos declararon la guerra a Rusia.
Durante la Operación Dardanelos de septiembre de 1806, el Reino Unido presionó al sultán Selim III para que expulsara a Sebastiani, declarara la guerra a Francia, cediera los Principados del Danubio a Rusia, y entregara la armada otomana junto con los fuertes situados en los Dardanelos a la Marina Real. Luego de que Selim rechazara el ultimátum, una escuadra británica al mando del Vicealmirante Sir John Thomas Duckworth ingresó en los Dardanelos el 19 de febrero de 1807 y destruyó a un contingente naval otomano en el Mar de Mármara, para luego anclar frente a Estambul. Sin embargo, los turcos construyeron baterías de gran poder y reforzaron sus fortificaciones con el auxilio del General Sebastiani y los ingenieros franceses. Los barcos de guerra británicos fueron cañoneados y el 3 de marzo del mismo año Duckworth se vio obligado a regresar al Mar Mediterráneo. Tras este fracaso los británicos intentaron tomar Egipto.
El 20 de marzo de 1807 5000 soldados británicos, al mando del general Alexander Mackenzie-Fraser, desembarcaron en Alejandría ocuparon rápidamente la ciudad y el castillo de Abukir; no obstante, el bajá (gobernante otomano) local Mehmet Alí venció ampliamente a los británicos en Rosetta el 29 de marzo y el 21 de abril y los forzó a retirarse el 25 de septiembre a Sicilia, luego de un asedio iniciado a finales de abril. Turquía contó con algo de ayuda militar por parte de Francia durante la guerra contra Rusia. Napoleón no logró que Rusia aceptara el acuerdo de cese al fuego en 1807, por lo que el 5 de enero de 1809 el gobierno del Imperio otomano del nuevo sultán Mahmud II firmó el Tratado de los Dardanelos con el Reino Unido, que ahora se encontraba en guerra con Francia y Rusia.